# 貝尼迪克特 (馬里蘭州)
貝尼迪克特（英語：Benedict）是一個位於美國馬里蘭州查爾斯縣的普查規定居民點。

## 人口
根據2020年美國人口普查的數據，貝尼迪克特的面積為0.60平方千米，當中陸地面積為0.60平方千米，而水域面積為0.00平方千米。當地共有人口232人，而人口密度為每平方千米387人。